# 街头对抗
《街头对抗》是一個由Boostr製作的法國虛擬線上集換式卡片遊戲網站。這個遊戲的前身是一個手提Java遊戲
。該網站已有超過八百萬人註冊，並且有推出相關的iPhone OS和網絡漫畫。
目前該遊戲沒有正式的中文名稱。

## 遊戲特點
玩一局《街头对抗》所需要的時間比一般的卡片遊戲要少。另外，部分卡片是原於法國出版社Soleil Productions出版的漫畫。例如《Marlysa》的Marlysa和《Zorn＆Dirna》的Seldnor等。

## 遊戲玩法
1.每個玩家開始有12個生命點數。用你的角色（在底部的4個）去攻擊你的對手，以減少他的生命點數。 

2.用你的PILLZ去增加你角色的攻擊(ATTACK = POWER*NO OF PILLZ)（俗稱吃藥）。被花去的PILLZ會在當前回合起作用。注意，你每場比賽開始時只有12個PILLZ。然後,在一個回合完結時,會增加1個PILL(如無有關abilities e.g. +1pill when you win this round.).

3.你角色的攻擊越高就越有可能勝利並且給對方玩家造成傷害。 

4.在4個回合後(each character has been uesd),最後有較多生命點數的一方為贏.

## 種族
在比賽中，如果你的隊伍裡有2個不同的角色來自同種族，那麼同族獎勵(CB)將會發動。

中文名只為方便記憶和交流，與英文不符

All Stars 全明星-2 Opp Power, Min 1(敵人力量-2,最低降至1)

Bangers 蠱惑仔 Power 2(力量+2)

Fang Pi Clang 功夫會 Damage 2(傷害+2)

Freaks 馬戲團Poison 2, min 3(中毒2,生命最低扣至3)

GHEIST 惡徒會Stop Opp Ability(敵人技能無效)

Jungo 魔獸 Life 2(生命+2)

Junkz 暴走族 Attack 8(攻擊+8)

La Junta 僱傭軍 Damage 2(傷害+2)

Leader 領導者Cancel Leader(取消同隊Leader能力)

Montana 黑手黨-12 Opp Attack, Min 8(敵人攻擊-12,最低降至8)

Nightmare 夢魘 Stop Opp Bonus(敵方種族獎勵無效)

Piranas 海賊Stop Opp Bonus(敵方種族獎勵無效)

Pussycats 貓女-2 Opp Damage, Min 1(敵人傷害-2,最低降至1)

Rescue 救援隊Support: attack 3(輔助:攻擊+3)

Roots 嬉皮士Stop Opp Ability(敵人技能無效)

Sakrohm 異教徒-8 Opp Attack, Min 3(敵人攻擊-8,最低降至3)

Sentinel 警察 Attack 8(攻擊+8)

Skeelz 超能學院Protection: ability(保護:自己的能力)

Ulu Watu 水族 Power 2(力量+2)

Uppers 貴族-10 Opp Attack, Min 3(敵人攻擊-10,最低降至3)

Vortex 未來戰士Defeat: recover 2 pillz out of 3(失利:獲得2或3顆pillz)